# Повратак Катарине Кожул
Повратак Катарине Кожул је југословенски драмски филм из 1989. године. Режирао га је Слободан Праљак а сценарио су написали Слободан Праљак и Абдулах Сидран.

## Радња
Млада и привлачна херцеговачка удовица Катарина Кожул с малим дететом одлази из родног села на рад у туђину након што јој супруг Винко страда у Немачкој.
Тамо започиње љубавну везу с талијанским радником Силвиом. Катарина остаје трудна и почини побачај, а након тога следи нов ударац - кум Лука јој узима тешко зарађен новац...

## Улоге
| Глумац               | Улога             |
| -------------------- | ----------------- |
| Младен Чутура        |                   |
| Иво Грегуревић       |                   |
| Звонимир Хаце        | Полицијски официр |
| Зденко Јелчић        |                   |
| Перо Јуричич         |                   |
| Винко Краљевић       |                   |
| Жељко Кенигскнајт    |                   |
| Ружица Лорковић      |                   |
| Јадранка Матковић    | Цимерица          |
| Слободан Миловановић |                   |
| Мустафа Надаревић    |                   |
| Алма Прица           | Катарина Кожул    |
| Ленц Прутинг         |                   |
| Фабијан Шоваговић    |                   |
| Анамарија Вендл      |                   |

## Награде
- Херцег Нови 89' - Специјална диплома за режију[2]